# Řád Milana Rastislava Štefánika
Řád Milana Rastislava Štefánika bylo vojenské státní vyznamenání České a Slovenské Federativní Republiky.
Bylo udělováno osobám, které se vynikajícím způsobem zasloužily o obranu a bezpečnost České a Slovenské Federativní Republiky.

## Seznam vyznamenaných

### 1991
- plukovník v.v. Josef Adam, III. třída
- plukovník v.v. Zdeněk Bachůrek, III. třída
- generálmajor v.v. Jozef Brunovský, III. třída
- generálmajor v.v. Josef Buršík, III. třída
- plukovník v.v. Vladimír Cupák, III. třída
- plukovník v.v. Ing. Karel Drbohlav, III. třída
- generálmajor v.v. Stanislav Dvorský, III. třída
- generálmajor v.v. František Fajtl, III. třída
- plukovník v.v. Josef Flekal, III. třída
- generálplukovník Ján Golian, in memoriam, III. třída
- plukovník František Hieke-Stoj, in memoriam, III. třída
- plukovník v.v. Stanislav Hlučka, III. třída
- plukovník v.v. Otakar Hrubý, III. třída
- plukovník v.v. František Chábera, III. třída
- armádní generál Sergej Ingr, in memoriam, III. třída
- plukovník v.v. Miroslav Jiroudek, III. třída
- plukovník gšt. Josef Knop, in memoriam, III. třída
- sborový generál Jan Kratochvíl, in memoriam, III. třída
- generálmajor v.v. Rudolf Krzák, III. třída
- armádní generál Alois Liška, in memoriam, III. třída
- plukovník v.v. Antonín Liška, III. třída
- plukovník v.v. Anton Martiš, III. třída
- brigádní generál František Moravec, in memoriam, III. třída
- generálmajor v.v. Ing. Karel Mrázek, III. třída
- plukovník v.v. Ing. Egon Nezbeda, III. třída
- major Adolf Opálka, in memoriam, III. třída
- plukovník v.v. Josef Pavelka, III. třída
- plukovník gšt. v.v. Bohumil Pelikán, III. třída
- generálmajor v.v. Rudolf Pernický, III. třída
- divizní generál Heliodor Píka, in memoriam, III. třída
- plukovník v.v. Zdeněk Procházka, III. třída
- plukovník v.v. Jan Prokop, III. třída
- brigádní generál Vladimír Přikryl, in memoriam, III. třída
- podplukovník v.v. Pavol Pukančík, III. třída
- plukovník v.v. Stanislav Rajmon, III. třída
- generálmajor v.v. František Řežábek, III. třída
- plukovník v.v. Tomáš Sedláček, III. třída
- plukovník v.v. Vladimír Slánský, III. třída
- plukovník v.v. Josef Stehlík, III. třída
- plukovník v.v. Karel Šeda, III. třída
- plukovník v.v. Alois Šiška, III. třída
- major v.v. Antonín Šída, III. třída
- brigádní generál Jaroslav Vedral-Sázavský, in memoriam, III. třída
- podplukovník v.v. Josef Veselý, III. třída
- armádní generál Rudolf Viest, in memoriam, III. třída
- plukovník v.v. Josef Vopálecký, III. třída
- plukovník Otto Wagner, in memoriam, III. třída
- generálmajor v.v. František Weber, III. třída
- generálmajor Richard Zdráhala, in memoriam, III. třída
- generálmajor Viliam Žingor, in memoriam, III. třída

### 1992
- generálplukovník Ján Ambruš, III. třída
- brigádní generál Josef Balabán, in memoriam, II. třída
- major Alfréd Bartoš, in memoriam, III. třída
- plukovník gšt. Ing. Václav Beran, IV. třída
- armádní generál Josef Bílý, in memoriam, II. třída
- plukovník František Bogataj, III. třída
- brigádní generál Vojtech Danielovič, in memoriam, II. třída
- armádní generál MVDr. Mikuláš Ferjenčík, in memoriam, II. třída
- štábní kapitán Jozef Gabčík, in memoriam, III. třída
- kapitánka Eva Havejová, IV. třída
- podplukovník Rudolf Hásek, III. třída
- brigádní generál Ing. Otakar Husák, in memoriam, II. třída
- armádní generál RNDr. Karel Janoušek, in memoriam, II. třída
- brigádní generál Jozef M. Kristín, in memoriam, II. třída
- štábní kapitán Jan Kubiš, in memoriam, III. třída
- plukovník Otmar Kučera, III. třída
- armádní generál Karel Kutlvašr, in memoriam, II. třída
- generálmajor Vladislav Kužel-Znievčan, III. třída
- generálmajor Karel Lukas, in memoriam, III. třída
- armádní generál Ing. Vojtěch Boris Luža, in memoriam, II. třída
- plukovník Jiří Maňák, III. třída
- brigádní generál Josef V. Mašín, in memoriam, II. třída
- podplukovník Václav Morávek, in memoriam, II. třída
- generálmajor Július Nosko, in memoriam, II. třída
- plukovník Ing. Teodor Obuch, IV. třída
- kapitán Prof. MUDr. Alexander Rehák, DrSc., IV. třída
- plukovník dipl.ekonom Karol Schwarz, III. třída
- plukovník gšt. Alois Sítek, IV. třída
- major Otto Smik, in memoriam, III. třída
- Miloš Uher, in memoriam, IV. třída
- kapitán Ján Ušiak, in memoriam, IV. třída
- generálmajor Alois Vašátko, in memoriam, III. třída
- generálmajor Miloš Vesel, in memoriam, III. třída
- brigádní generál Mirko Vesel, in memoriam, II. třída